# Clair Fearnley
Clair-Louise Fearnley (* 7. März 1975 in Halifax, West Yorkshire, England) ist eine australische Leichtathletin, welche sich auf den 10.000-Meter-Lauf spezialisiert hat. Sie nahm für Australien 1988 an den Commonwealth Games und 2000 an den Olympischen Spielen teil.

## Karriere
Fearnley nahm an den Commonwealth Games 1998 teil und startete im 10.000-Meter-Lauf. Hinter der Kenianerin Esther Wanjiru Maina und ihrer Landsfrau Kylie Risk gewann sie die Bronzemedaille. Vom Australian Olympic Committee wurde sie für die Olympischen Spiele 2000 nominiert. Über die 10.000 Meter schied sie in ihrem Vorlauf als 15. aus.